# Ispell

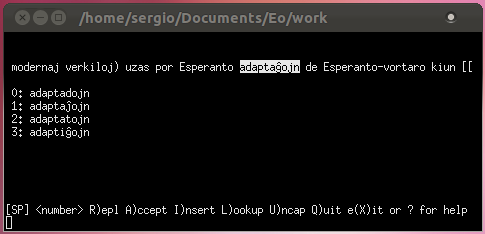

Ispell es un corrector ortográfico para Unix que soporta la mayoría de los idiomas occidentales. Ofrece varias interfaces, incluyendo una interfaz de programación para su uso por editores como emacs. A diferencia de GNU Aspell, ispell sólo sugiere correcciones que se basan en una distancia de Damerau-Levenshtein de 1; no intenta deducir correcciones más distantes basadas en reglas de pronunciación. Ispell tiene una larga historia que se remonta a un programa que fue escrito originalmente en 1971 en el  lenguaje ensamblador PDP-10 por RE Gorin, y posteriormente portado al lenguaje de programación C y se expandió a muchos otros. En la actualidad se mantiene por Geoff Kuenning. El sistema de descripción de afijos generalizado introducido por ispell desde entonces, ha sido imitado por otros correctores ortográficos como MySpell.
Al igual que la mayoría de los correctores ortográficos computerizados, ispell actuá mediante la lectura de un archivo de entrada, palabra por palabra, parando cuando una palabra no se encuentra en su diccionario. Ispell a continuación, intenta generar una lista de posibles correcciones y presenta la palabra incorrecta y cualquier sugerencia para el usuario, que puede entonces elegir una corrección, sustituir la palabra por una nueva, dejarla sin cambios o añadirla al diccionario.
Ispell fue pionera en la idea de una interfaz de programación, que fue pensada originalmente para su uso por emacs. Otras aplicaciones han utilizado desde entonces la función de añadir la corrección ortográfica a su propia interfaz y GNU Aspell ha adoptado la misma interfaz, de modo que se puede utilizar con el mismo conjunto de aplicaciones.
Hay diccionarios ispell para las lenguas occidentales más habladas.
Ispell está disponible bajo una licencia de código abierto específica.